# لشکر بیست و پنجم زرهی (ورماخت)
لشکر ۲۵ موتوریزه پنزر (انگلیسی: 25th Panzer Division) عنوان منتسب به واحد بیست‌وپنجم از لشکر پنزر ارتش آلمان نازی در طول جنگ جهانی دوم می‌باشد که در نبردهای موتوریزه مشارکت عمده‌ای داشت